# Maurizio Morante
Maurizio Morante (Portici, 2 dicembre 1956) è un compositore e paroliere italiano.

## Biografia
Maurizio Morante inizia la sua attività sul finire degli anni settanta. I primi brani pubblicati vengono interpretati da diversi artisti, tra cui Roberto Murolo, Fred Bongusto, Peppino di Capri, Eduardo De Crescenzo.
Nel 1991, l'incontro con Mina dà vita alla più longeva delle collaborazioni di Morante. La cantante incide molti suoi brani: Il genio del bene (incluso nell'album Caterpillar, 1991), Fuliggine, Anima nera, Quando finisce una canzone, La follia (in Sorelle Lumière, 1992), Se finisse tutto così (in Pappa di latte, 1995), Io sarò con te (in Cremona, 1996), Stay with me (in Olio, 1999), cover del brano Stay del 1992 delle Shakespears Sister, interpretato da Mina in duetto con Piero Pelù. Per lo stesso album, compone anche i brani Lacreme e voce e Il meccanismo.
Nel 2003, realizza il testo in lingua napoletana su un'aria di Giacomo Puccini, rielaborata da Gianni Ferrio; si tratta di 'O cuntrario 'e l'ammore, inclusa nell'album Napoli secondo estratto. Sempre per Mina compone poi Un uomo che mi ama (in Bau, 2006), Il frutto che vuoi, (in Facile, 2009), Ma comme faje e Inutile sperare (in Caramella, 2010), Io non sono lei e Oui c'est la vie (in Selfie, 2014).
Nel 2020, scrive il testo della versione italiana di This Is Me (Keala Settle), di Benj Pasek e Justin Paul, che Mina interpreta nel video realizzato per una nota azienda di telecomunicazioni. 
Nel 2023, Morante compone ancora per Mina, La gabbia, pubblicato nell’album CD Ti amo come un pazzo e colonna sonora del Film di Mimmo Verdesca "Per il mio bene" (2024), con Barbora Bobuľová, Marie-Christine Barrault, Stefania Sandrelli e Leo Gullotta.
Nel 1994, Maurizio Morante scrive per Luciano Pavarotti ed Andrea Bocelli la musica e il testo del brano Notte 'e piscatore, interpretato a Modena il 13 settembre dello stesso anno dai due tenori durante la seconda edizione del Pavarotti & Friends e pubblicato nell'album live Pavarotti & Friends 2 (1995). Notte 'e piscatore viene poi riproposto, con la direzione d'orchestra di Placido Domingo, nel corso del concerto "Andrea Bocelli 30 - The Celebration", tenuto nel luglio 2024, presso il Teatro del Silenzio di Lajatico, e incluso nell'omonimo docufilm diretto da Sam Wrench.
Nel 2025, il brano viene interpretato da Ignazio Boschetto e Piero Barone (Il Volo), nel corso dei concerti tenuti dal trio a Palazzo Te di Mantova (8-11 maggio 2025), e incluso nello spettacolo televisivo Tutti per uno - Viaggio nel tempo, in onda su Canale5, dal 19 maggio al 2 giugno 2025.

## Canzoni
- Costa Azzurra (1986) - Interprete: Fred Bongusto.
- Gli angeli (1986) - Interprete: Gianni Nazzaro.
- Vola (1989) - Interprete: Eduardo De Crescenzo.
- Impossibile (1990, cover del brano Mc Arthur Park) - Interprete: Fred Bongusto.
- Le parole più belle (1990) - Interprete: Peppino di Capri.
- Si vo' Dio (1990) - Interprete: Roberto Murolo
- Napule mò (1990) - Interprete: Roberto Murolo.
- Comm'è bella 'sta canzone (1990) - Interprete: Roberto Murolo.
- Suonno (1991) - Interprete: Mario Maglione.
- Il genio del bene (1991) - Interprete: Mina.
- Anima nera (1992) - Interprete: Mina.
- Fuliggine (1992) - Interprete: Mina.
- La follia (1992) - Interprete: Mina.
- Quando finisce una canzone (1992) - Interprete: Mina.
- Valentina senza di te (1993) - Interprete: Massimiliano Pani.
- Un posto al sole (1995) - Interprete: Rossella Marcone.
- Notte 'e piscatore (1995) - Interpreti: Luciano Pavarotti e Andrea Bocelli
- Se finisse tutto così (1995) -  Interprete: Mina.
- Ragazzi (1996) - Interprete: Massimo Caggiano.
- Io sarò con te (1996) - Interprete: Mina.
- Ora che ci sei (1997) - Interprete: Massimo Caggiano.
- Stay with me (1999, cover del brano Stay) - Interprete: Mina con Piero Pelù
- Lacreme e voce (1999) - Interprete: Mina.
- Il meccanismo (1999) - Interprete: Mina.
- Vurria saglire 'ncielo (2000) -  Interprete: Sal da Vinci.
- Ma che ce pienze a ffà (2003) - Interprete: Roberto Murolo.
- 'O cuntrario 'e l'ammore (2003) - Interprete: Mina.
- Solare (2003) - Interpreti: Dik Dik.
- Amori (2005) - Interprete: Gigi Finizio.
- Noi non possiamo cambiare (2006) - Interprete: Ivana Spagna.
- Un uomo che mi ama (2006) - Interprete: Mina.
- Canto per amore (2008) - Interprete: Sal Da Vinci
- Il frutto che vuoi (2009) - Interprete: Mina.
- Ma comme faje (2010) - Interprete: Mina.
- Inutile sperare (2010) - Interprete: Mina.
- Calabria mia terra (2012) - Interprete: Rosa Martirano.
- Io non sono lei (2014) - Interprete: Mina.
- Oui c'est la vie (2014) - Interprete: Mina.
- Il sole domani (2016) - Interprete: Maurizio Morante.
- Questa è TIM (2020, cover del brano This is me) - Interprete: Mina.
- La gabbia (2023) - Interprete: Mina.